# Sabatia dodecandra
Sabatia dodecandra là một loài thực vật có hoa trong họ Long đởm. Loài này được (L.) Britton, Sterns & Poggenb. miêu tả khoa học đầu tiên năm 1888.